# Улица Менесс (Рига)
Улица Ме́несс (латыш. Mēness iela — «Лунная») — улица в Риге, в Видземском предместье, в микрорайоне Браса. Проходит от перекрёстка улиц Миера и Хоспиталю до улицы Цесу. С другими улицами не пересекается.
Длина улицы — 498 метров. На всём протяжении имеет асфальтовое покрытие. Движение по улице одностороннее (в сторону улицы Миера); в этом направлении по ней проходит маршрут автобуса № 9, имеется остановка «Mēness iela». Одноимённая остановка есть и у трамвая № 11, проходящего по улице Миера.

## История
В списках улиц города Риги улица Менесс впервые упоминается 1867 году под названием Покровская улица (латыш. Pokrova iela) — по названию прилегающего Покровского кладбища. В 1936 году улица получила название Debesbraukšanas iela (в переводе — Вознесенская). В 1940 году улица получила своё нынешнее название, но в годы немецкой оккупации было временно восстановлено наименование Debesbraukšanas. С 1944 года до настоящего времени название улицы Менесс уже не изменялось.

## Примечательные здания
Улица Менесс на значительном протяжении проходит вдоль кладбищ — лютеранского кладбища Екаба и православного Покровского, что обусловило нахождение здесь ряда культовых зданий.
- Дом 1 — лютеранская капелла Святого Екаба.
- Дом 2 — православная Вознесенская церковь.
- Дом 3 — православная Покровская церковь.
- Дом 8 — Французский лицей.